# Gil Evans
Gil Evans, född 13 maj 1912 i Toronto, Kanada, död 20 mars 1988 i Cuernavaca, Mexiko, var en kanadensisk jazzpianist, arrangör, kompositör och orkesterledare, aktiv i USA. Han spelade en viktig roll i utvecklingen av cool jazz, modal jazz, free jazz och jazz fusion och samarbetade flitigt med Miles Davis.

## Biografi
Gil Evans föddes som Ian Ernest Gilmore Green, men ändrade tidigt efternamnet till Evans efter sin styvfar. Han flyttade med familjen till Stockton, Kalifornien där han tillbringade sin ungdom. Från 1946 bodde och arbetade han huvudsakligen i New York.
Evans anspråkslösa källarvåning i New York blev snart en mötesplats för musiker som ville utveckla en ny musikstil vid sidan av den då dominerande bebopen, bland dem Charlie Parker. 1948 startade Evans en nonett med bland andra Miles Davis och Gerry Mulligan. Gruppen bokades för att under en vecka spela pausmusik på jazzklubben "Royal Roost". Det var Count Basie Orchestra som var huvudattraktionen. Capitol Records spelade in 12 låtar med nonetten vid tre sessioner 1949 och 1950. Dessa inspelningar återutgavs på en LP från 1957, Birth of the Cool.
Senare, när Davis hade kontrakt med Columbia Records, inleddes samarbetet mellan Evans och Miles Davis och de tre albumen Miles Ahead (1957), Porgy and Bess (1958) och Sketches of Spain (1960) spelades in. Senare gavs ytterligare ett album från denna period ut, Quiet Nights (1963). Trots att dessa fyra album marknadsfördes i första hand under Davis namn (som Miles Davis med orkester under ledning av Gil Evans), var Evans insats lika viktigt som Davis. Deras arbete kombinerade Evans klassiska storbandsjazz och arrangemang med Davis solistinsatser. Evans bidrog också i bakgrunden till Davis klassiska kvintett-album på 1960-talet.
Från 1957 och framåt spelade Evans in album under eget namn. Bland solisterna på dessa album märks Lee Konitz, Steve Lacy, Johnny Coles och Cannonball Adderley. Evans var mycket influerad av latinamerikansk, särskilt brasiliansk, musik och spelade 1966 in ett album med den brasilianska sångerskan Astrud Gilberto, Look to the Rainbow.
På 1970-talet arbetade Evans, liksom Davis och många andra jazzmusiker, med free jazz och jazz-rock och fick därmed en ny generation beundrare. Evans var speciellt intresserad av rockgitarristen Jimi Hendrix och hans musik. Men då Hendrix avled 1970 hann de inte starta ett planerat samarbete. 1974 gav Evans ändå ut ett album med arrangemang av Hendrix musik. 1986 producerade och arrangerade Evans soundtracket till filmen Absolute Beginners. 1987 spelade Evans in ett livealbum med Sting med storbandsarrangemang av sånger av och med The Police.
I april 1983 bokades Gil Evans Orchestra på Sweet Basil jazz club i Greenwich Village i New York av jazzproducenten och klubbägaren Horst Liepolt. Det visade sig bli inledningen på ett engagemang varje måndag i nästan fem år. Det resulterade också i ett antal framgångsrika album med Gil Evans and the Monday Night Orchestra (producerade av Horst Liepolt). Ett av dessa album, Bud and Bird, erhöll 1989 en Grammy.
Gil Evans avled 1988 i samma mexikanska stad som Charles Mingus, Cuernavaca.

## Diskografi

### Som ledare
- 1957 – Gil Evans & Ten
- 1958 – New Bottle Old Wine
- 1959 – Great Jazz Standards
- 1960 – Out of the Cool
- 1961 – Into the Hot
- 1964 – The Individualism of Gil Evans
- 1971 – Blues in Orbit
- 1971 – Where Flamingos Fly
- 1973 – Svengali
- 1975 – Plays the Music of Jimi Hendrix
- 1975 – There Comes a Time
- 1976 – Tokyo Concert
- 1977 – Priestess
- 1978 – Little Wing
- 1980 – Live at the Public Theater Volume 1 & 2
- 1986 – Live at Sweet Basil
- 1986 – Farewell
- 1986 – Bud and Bird
- 1986 – Absolute Beginners Soundtrack
- 1987 – Live at Umbria Jazz: Volume 1 & 2
- 1987 – Collaboration (med Helen Merrill)
- 1987 – 75th Birthday Concert
- 1987 – Paris Blues (duo med Steve Lacy)
- 1987 – Last Session (med Sting)
- 1988 – A Tribute to Gil
- 1990 – Gil Evans with RMS – Take Me to the Sun

### Arrangör
- 1947–49 – The Real Birth of the Cool: Studio Recordings (Claude Thornhill)
- 1957 – Miles Ahead (Miles Davis)
- 1958 – Porgy and Bess (Miles Davis)
- 1958 – Dream of You (Helen Merrill)
- 1960 – Sketches of Spain (Miles Davis)
- 1963 – Quiet Nights (Miles Davis)
- 1965 – Look to the Rainbow (Astrud Gilberto)
- 1965 – Guitar Forms (Kenny Burrell)

## Filmografi
- 2005 – RMS Live with Gil Evans at the Montreux Jazz Festival 1983
- 2007 – Gil Evans and His Orchestra[3]
- 2007 – Strange Fruit with Sting
- 2009 – Miles Davis The Cool Jazz Sound